# Фридрих II (ландграф Гессен-Гомбурга)
Фридрих II Гессен-Гомбургский (нем. Friedrich II. von Hessen-Homburg; 30 марта 1633, Гомбург — 24 января 1708, Гомбург) — ландграф Гессен-Гомбурга. Фридрих — герой драмы «Принц Фридрих Гомбургский» Генриха Клейста, хотя и имеет мало общего со своим литературным образом. Фридриху II Гессен-Гомбургскому также посвящена опера «Принц Гомбургский» Ханса Вернера Хенце.

## Биография
Фридрих — третий сын и последний ребёнок ландграфа Гессен-Гомбурга Фридриха I. Отец Фридриха умер в 1638 году, дети выросли под опекой матери Маргариты Елизаветы Лейнинген-Вестербургской.
По желанию матери он обучался домашними учителями вместе с сыновьями своего кузена, ландграфа Георга II Гессен-Дармштадтского в Марбурге. В 1648 году он сломал бедро и поэтому некоторое время находился на лечении в монастыре Преферсе.
Когда в окрестностях Гомбурга появился Анри де Ла Тур д’Овернь, мать Фридриха отправила его ему навстречу, чтобы просить пощады для Гессен-Гомбурга. Принц произвёл на Тюренна такое благоприятное впечатление, что тот незамедлительно принял его на службу в свою армию и решил финансировать его военное образование. Но этим планам воспротивилась мать Фридриха.
В 16 лет Фридрих отправился в образовательную поездку, традиционную для молодых людей из высшего общества того времени, по Италии и Франции, вслед за которой последовало обучение в Женевском университете. Фридрих не был зачислен студентом и занимался танцами, верховой ездой и совершенствовался во французском языке. В 1653 году принц Фридрих Гессен-Гомбургский был принят герцогом Вильгельмом IV Саксен-Веймарским в Плодоносное общество.
Поскольку в очереди на наследование власти перед Фридрихом были его старшие братья, он выбрал для себя военную карьеру и в 1654 году получил звание полковника в армии Карла X Густава. В 1659 году при штурме Копенгагена во время Второй Северной войны Фридрих получил тяжёлое ранение. Ему ампутировали голень правой ноги, и он носил деревянный протез. Фридрих получил повышение до генерал-майора, и Карл X собирался назначить его наместником в Лифляндии. Но после смерти короля власть сменилась, и Фридриху пришлось уволиться со шведской службы в 1661 году.
В 1661 году Фридрих женился на Маргарете Браге, состоятельной вдове, которая умерла в 1669 году. На собственные средства Фридрих приобрёл поместья в Бранденбурге и подружился с курфюрстом Фридрихом Вильгельмом. В 1670 году в Кёльне он женился на племяннице курфюрста принцессе Луизе Елизавете Курляндской из Кетлеров. До этого принц перешёл из лютеранства в реформатство и поступил на службу в бранденбургскую армию в звании генерала кавалерии, а в 1672 году принял на себя командование всеми бранденбургскими войсками.
В 1672 и 1674 годах Фридрих сражался в Голландскую войну в Эльзасе против французов во главе с фельдмаршалом Тюренном. В качестве командующего бранденбургской кавалерией 28 июня 1675 года он в битве при Фербеллине без соответствующего приказа атаковал шведов и нанёс им серьёзный урон, что сыграло свою роль в исходе битвы, но также привело к разладу с курфюрстом Фридрихом Вильгельмом.
В 1676—1678 годах Фридрих принимал участие в походах в Померанию и Пруссию и от имени бранденбургского курфюрста согласовывал условия Сен-Жерменского мира 1679 года.
Закончив военную карьеру, Фридрих стал бранденбургским юнкером. После смерти своего второго брата Георга Кристиана он вызволил переданный Гессен-Дармштадту в залог амт и город Гомбург и поселился на родине. В 1680 году, после смерти брата Вильгельма Кристофа, Фридрих официально пришёл к власти в Гессен-Гомбурге. Оккупированный Вильгельмом Кристофом амт Бингенхайм после длительного конфликта с Гессен-Дармштадтом он был вынужден уступить, получив финансовую компенсацию.
Фридрих построил Гомбургский дворец и безуспешно пытался оживить экономику с помощью основанной стеклянной мануфактуры и солеварни. Успех сопутствовал Фридриху в другом — в поддержке переселявшихся в Гомбург из Франции протестантов, гугенотов и вальденсов. Придворный алхимик Пауль Андрих изготовил ему новый протез на пружинах и серебряных шарнирах, за что Фридрих был прозван «ландграф на серебряной ноге».
В 1690 году умерла его супруга Луиза Елизавета, мать 12 детей. 59-летний Фридрих женился ещё раз, на вдове Софии Сибилле Лейнинген-Вестербургской и стал ещё трижды отцом.
Фридрих умер в 1708 году в Гомбурге после своей последней поездки в Лейпциг к королю Швеции Карлу XII, предположительно от воспаления лёгких и был похоронен в дворцовой усыпальнице.

## Потомки
Фридрих II был женат трижды: в 1661 году он женился на Маргарете Браге (1603—1669), в 1670 году — на принцессе Луизе Елизавете Курляндской (1646—1690), племяннице «великого курфюрста». В 1691 году третьей супругой принца Гомбургского стала графиня София Сибилла Лейнинген-Вестербургская (1656—1724).
Дети с принцессой Луизой Елизаветой Курляндской (1646—1690):
- Шарлотта (1672—1738), замужем за герцогом Иоганном Эрнстом III Саксен-Веймарским (1664—1707)
- Фридрих III Яков (1673—1746), ландграф Гессен-Гомбурга, женат на Елизавете Доротее Гессен-Дармштадтской (1676—1721), затем на Кристиане Шарлотте Нассау-Отвейлерской (1685—1761)
- Карл Кристиан (1674—1695)
- Гедвига Луиза (1675—1760), замужем за графом Адамом Фридрихом фон Шлибеном (1677—1752)
- Филипп (1676—1703)
- Вильгельмина Мария (1678—1770), замужем за графом Антоном II Альденбургом (1681—1738)
- Элеонора Маргарита (1679—1763)
- Елизавета Франциска (1681—1707), замужем за князем Фридрихом Вильгельмом I Адольфом Нассау-Зигенским (1680—1722)
- Иоганна Эрнестина (1682—1698)
- Фердинанд (1683)
- Карл Фердинанд (1684—1688)
- Казимир Вильгельм (1690—1726), женат на графине Кристине Шарлотте Сольмс-Браунфельсской (1690—1751).

В третьем браке с графиней Софией Сибиллой Лейнинген-Вестербургской родились:
- Людвиг Георг (1693—1728). женат на графине Кристине Лимпург-Зонтгейм (1683—1746)
- Фридерика София (1693—1694)
- Леопольд (1695)